# André Daugnac
André Daugnac (Tolosa de Llenguadoc, 14 de desembre del 1919 - Perpinyà, 30 de desembre del 1995) va ser un nord-català empresari i senador francès, batlle del Soler.

## Biografia
Professionalment es dedicà al comerç de maquinària agrícola i a la gestió d'espais verds. Va ser alcalde del Soler des del 1971 al 1995. Del 1976 al 1982 va ser conseller general pel cantó de Millars i posteriorment (ho era el 1986) va ser vicepresident del Consell General dels Pirineus Orientals. Esdevingué senador el 3 de desembre del 1987 en substitució de Guy Malé, traspassat a mitja legislatura, i ocupà l'escó fins a l'1 d'octubre del 1992, perquè no es presentà a la reelecció. Durant el seu pas per la Cambra formà part del Grup de la Unió -Centrista.
El Soler posà el seu nom a la cèntrica plaça on hi ha l'ajuntament.

## Condecoracions
- Medalla Militar (França)
- Cavaller de l'Orde Nacional del Mèrit
- Creu de Guerra 1939-1945
- Creu de Guerra dels Teatres d'Operacions Exteriors
- Medalla de la Resistència
- Creu del combatent
- Medalla colonial fermall « Extrem Orient »
- Medalla commemorativa de la Campanya d'Indoxina
- Medalla dels ferits militars